# Svaða þáttur og Arnórs kerlingarnefs

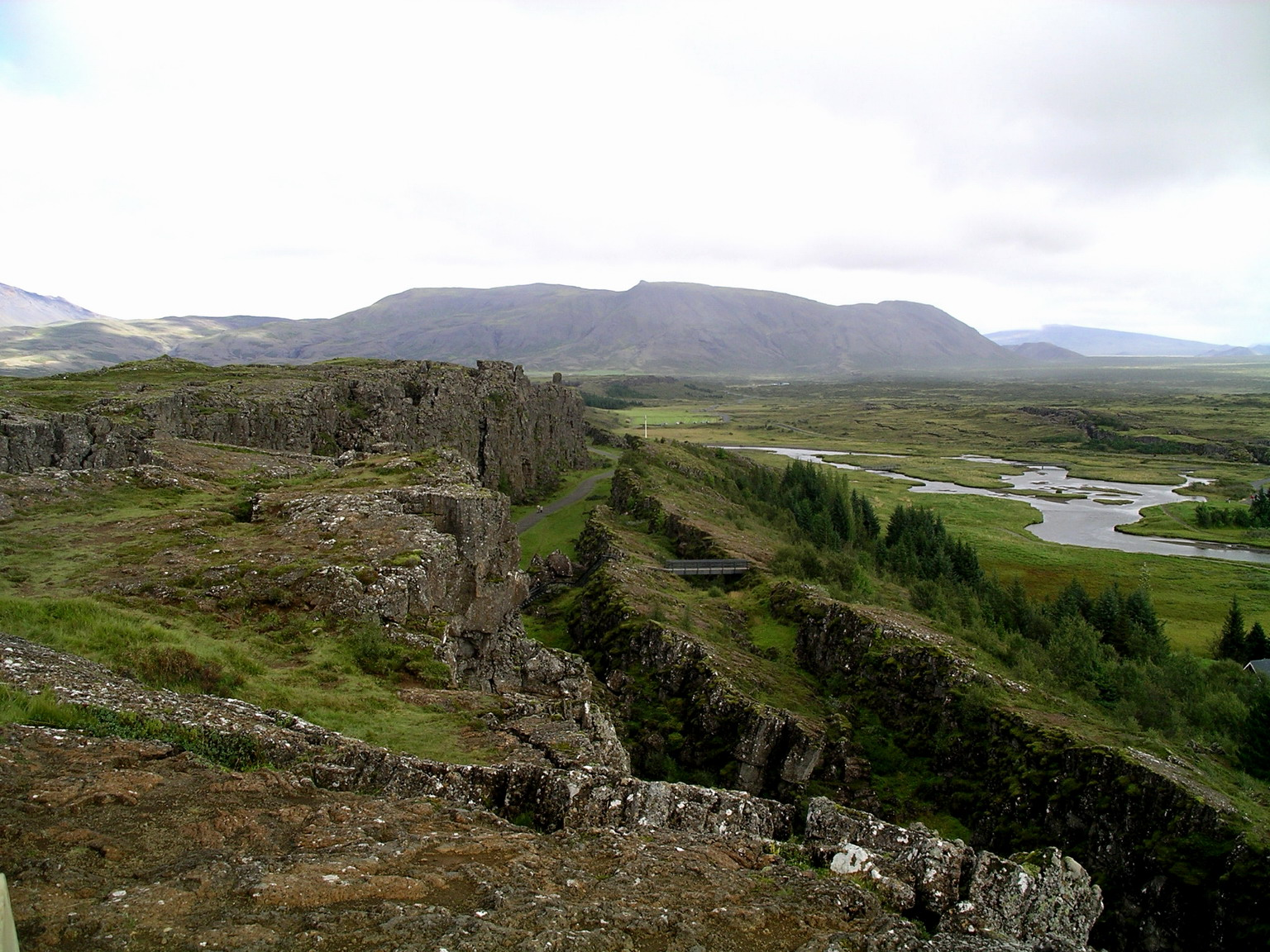
Kristendomen antogs på Alltinget år 1000, strax innan det att Tåten om Svaði och Arnór Käringnäsa utspelar sig.

Svaða þáttur og Arnórs kerlingarnefs är en isländsk tåt eller kortsaga som utspelar sig på Island under ett hungerår i slutet av 900-talet. Tåtens första del berättar om hur den kristne Þorvarður räddar flera fattiga från att bli dödade av den hedniske Svaði. Den andra delen handlar om hur Arnór Käringnäsa först beslutar att värnlösa ska lämnas åt sitt öde under hungersnöden, men sedan övertalas av sin mor att ändra sig. Þorvarður uttrycker sitt stöd för Arnór när han tillkännager att han ändrat sitt beslut.
Tåten finns bevarad i Flateyjarbók och har översatts till svenska av Åke Ohlmarks (1964, Svades och Arnor käringnäbbs saga) och Catarina Röjder (2014, Tåten om Svaði och Arnór Käringnäsa).